# ورزشگاه لینکولن فایننشال فیلد

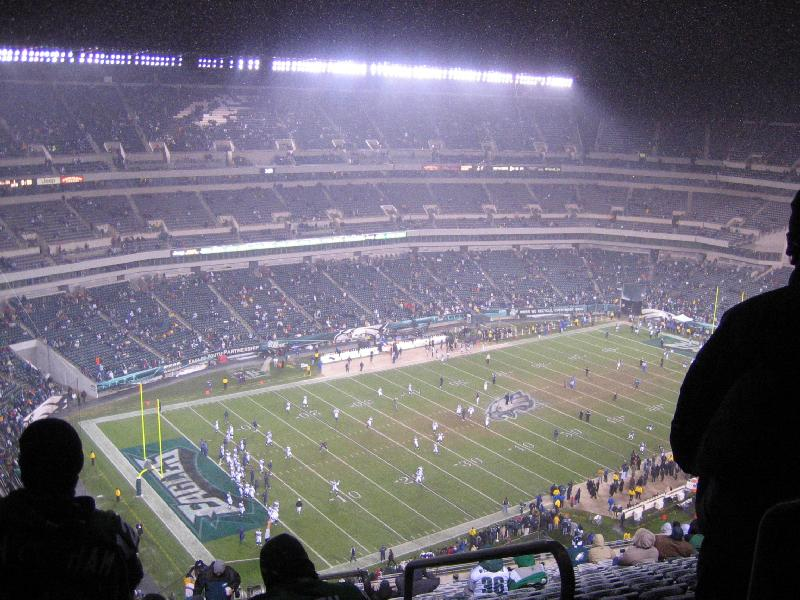

ورزشگاه لینکولن فایننشال فیلد (به انگلیسی: Lincoln Financial Field) با ظرفیت ۶۸٬۵۳۲ نفر در شهر فیلادلفیا ایالت پنسیلوانیا واقع شده‌است. این ورزشگاه در تاریخ ۲۰۰۳ تأسیس شد و دارای زمین چمن می‌باشد.